# Césaire Nivière
Pour les articles homonymes, voir Nivière.
Césaire Anthelme Alexis Nivière, né à Arbignieu dans l’Ain le 27 août 1799 et mort à Belley le 10 juillet 1879, est un agronome français.
Il est connu pour être le fondateur de l’École régionale d’agriculture de la Saulsaie en Dombes et pour être un précurseur de l’enseignement supérieur agronomique en France. Il est également un des  pionniers de l’aménagement des plans d’eau et de la réduction des zones marécageuses.

## Naissance d’un projet

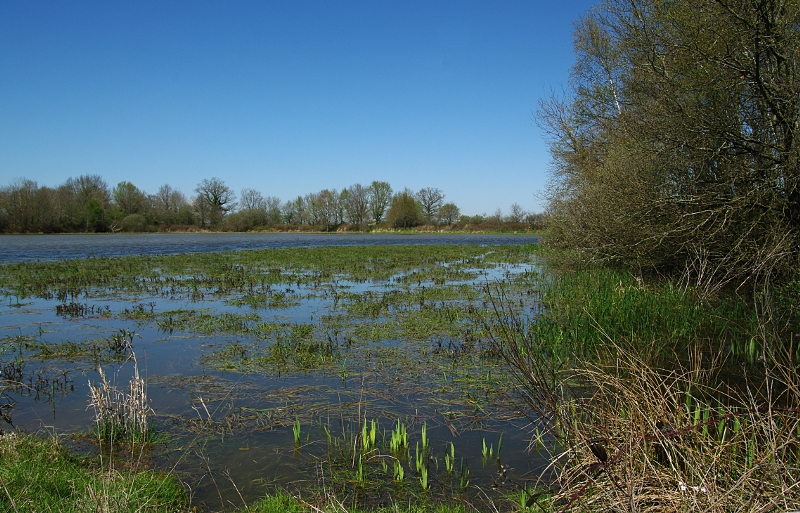
Les étangs « brouilleux » de la Dombes, peu profonds, contiennent des herbes aquatiques (Glyceria fluitans) très prisées des bovins qui n’hésitaient pas à brouter le ventre dans cette eau organique et insalubre

Césaire Nivière est né Arbignieu dans l’Ain. Arrière-petit-fils de médecin, fils et petit-fils d’avocats, il entreprend des études de Droit. Attiré par les choses de la terre, il décide d’exploiter la propriété familiale de Peyzieu acquise en 1752 et pour cela de « quitter une position que des études et aussi quelques bonheurs avaient commencé à lui faire dans le monde, pour venir lutter avec la petite culture ».

« La tristesse, la solitude, la fièvre et la misère, voilà la Dombes »

— M. Dubost – La Dombes, 1859
À cette époque la Dombes est une région de grandes exploitations dont le sol imperméable est propice à l’établissement d’étangs poissonneux, source de profit depuis le XVIe siècle. La région attire les immigrés inconscients des risques sanitaires liés en particulier à la présence du paludisme à Plasmodium vivax à côté de diverses fièvres, diarrhées et autres dysenteries

« Nous devons nous promettre de faire tout ce qui dépendra de nous pour qu’il soit mis fin à une industrie qui consiste à nourrir des poissons avec des hommes »

— Le Duc Decazes, ministre de Louis XVIII
Pour réorienter l’agriculture locale, l’État doit démontrer que le dessèchement des étangs est une opération rentable. À la même époque, Nivière considère comme dépassé l’assolement triennal (blé-blé-jachère) ou celui de la Dombes constitué d’avoine ou blé pendant un an (« l’assec ») puis d’étang pendant deux ans (« l’évolage »). Très tôt il rend compte de ses expériences agricoles dans des communications à la Société royale d’Agriculture de Lyon. Ses écrits sont novateurs ; il recommande en particulier d’abandonner les prairies permanentes et de les remplacer par des prairies artificielles à base de trèfle, luzerne ou ray-grass (1841). Doutant de la véracité des faits relatés, Nivière reçoit au domaine le 7 août 1838 une commission composée de sept membres de la Société qui formule des conclusions très favorables bien que prémonitoires :
« En définitive, Messieurs, nous restons persuadés, quel que soit notre étonnement pour le revenu net de la propriété  rurale de M. Nivière, que ce domaine peut passer aujourd’hui pour une ferme modèle très remarquable »

## Les voyages d’étude
En 1839 Nivière est chargé d’un cours d’agriculture à Lyon. La même année, il sollicite l’autorisation et le soutien du comte de Gasparin, alors ministre par intérim de l’Agriculture, pour un voyage en Allemagne afin d’y étudier les réalisations dans le domaine de la recherche et de l’enseignement agronomique. À partir du 16 juillet 1839, au cours d’un séjour de deux mois et demi, il visite les principaux instituts et écoles d’agronomie : Hohenheim dans le royaume de Wurtemberg, Eldena, Tharandt et Moëglin dans les landes du Brandebourg où Albrecht Daniel Thaer avait fait fortune dans la distillation des pommes de terre, l’élevage des moutons et la culture des lupins. Avant son retour, il se fait remarquer du roi de Prusse et prend la parole au congrès agricole de Potsdam. Dès lors, il n’aura de cesse d’adapter ce qu’il a vu lors de ce voyage : suppression totale de la jachère, production d’ensilage, utilisation des betteraves et pommes de terre dans l’alimentation animale….
Pour parfaire ses connaissances des techniques d’assainissement, Nivière se rend en Angleterre en juillet-août 1842 et en mai 1853 où il accompagne alors M. Dehansy qui est chargé par le gouvernement d’une mission d’étude sur l’assainissement des sols.

## Création d’une école d’agriculture
Mais le projet de Nivière est la création d’une grande école d’agriculture, véritable école d’application :
« Il faut créer sur la limite du Pays d’Étang, là seulement où le dessèchement volontaire est possible, non loin de Lyon, c’est-à-dire sous les yeux des propriétaires de la Dombes, une Ferme-école dont la mission serait non seulement de donner l’exemple d’une culture productive sans étangs, mais de former sur le sol des Dombes, et pour les Dombes […], de jeunes fermiers actifs et intelligents… »
Ayant l’appui des notables locaux, il obtient une subvention du conseil général de l’Ain alors préoccupé par l’insalubrité de la région. Le 10 février 1842, Nivière sollicite dans une lettre l’aide du gouvernement pour la prise en charge du traitement du directeur, des professeurs et des frais d’enseignement tandis que l’exploitation serait à la charge du propriétaire à l’instar de Grand-Jouan ou de Grignon. Par le décret du 2 mars 1842, le ministre de l’Agriculture et du Commerce Laurent Cunin-Gridaine officialise le statut de l’institut dont Nivière devient le directeur.

### L'Institut agricole de la Saulsaie

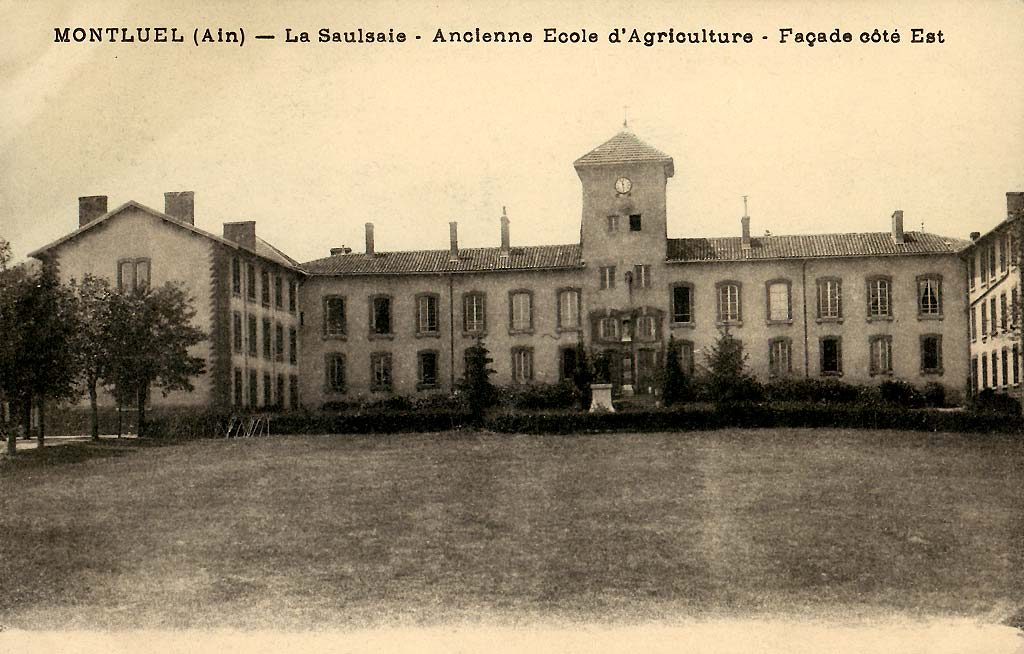
Institut de La Saulsaie à Montluel.

Peu avant, Nivière avait acquis le domaine de la Saulsaie, issu du démembrement du domaine initial de 1100 ha dont 32 étangs, et composé de trois lots principaux représentant 340 ha. Dans le même temps les acheteurs des autres parties du domaine d’origine (760 ha) s’engagent à vider leurs étangs. Pourtant l’ensemble reste insalubre du fait d’un périmètre encore trop restreint. Nivière propose alors aux propriétaires des parcelles voisines inondées, de devenir leur fermier en prenant à sa charge les travaux d’assainissement et de chaulage. Pour emporter l’accord des propriétaires, il propose de fixer le loyer à 4 % de la valeur du foncier, travaux inclus. À partir de 1850, les domaines de l’École représentent 467 ha d’un seul tenant tandis que 1 600 hectares seront assainis autour de l’École. Ces travaux se révèlent efficaces comme l'atteste la diminution significative des jours de maladie parmi le personnel de la Saulsaie.
Pour entrer à l’Institut il faut être âgé de 17 à 23 ans et avoir de bonnes connaissances en français, arithmétique, géométrie et physique. En 1842, le programme d’étude s’étale sur quatre ans :
- première année : travail manuel ;
- deuxième année : travail avec bœufs et chevaux ;
- troisième année : études théoriques ;
- quatrième année : direction d’une exploitation.

Les élèves vivent à l’internat, ils portent l’uniforme de l’école et doivent assister à la messe.
L’arrêté du 27 décembre 1844 permet d’harmoniser et d’étoffer les programmes d’enseignement dans les divers Instituts agricoles, Fermes-écoles et autres établissements d’enseignement agricole. Par la loi du 3 octobre 1848, la Deuxième République élève l’Institut agricole de la Saulsaie au statut d’École régionale d’agriculture au même titre que Grignon et Grand-Jouan. L’État augmente sa participation. L’avenir semble maintenant assuré.

## Les années noires
Les tentatives pour installer des productions rémunératrices se soldent toutes par des échecs : fabrication de sucre de betterave, production de lait, élevage de moutons. En 1844, 14 chevaux font tous les jours le trajet entre la Saulsaie et Lyon, sept d’entre eux acheminent paille et fourrage vers les relais de poste et casernes, tandis que sept autres ramènent sur l’exploitation le fumier acheté aux mêmes adresses. Cette même année les froments versent du fait d’une trop grande vigueur. En 1845, l’armée prévoit de mettre 200 chevaux de la garnison de Lyon en pension à la Saulsaie mais ce projet ne verra jamais le jour.
Inexorablement Nivière, qui assume seul les frais de culture, se ruine alors qu’avec l’avènement du Second Empire l’espoir d’obtenir de providentielles subventions s’éloigne. Le 4 février 1853, monsieur Fontaine, agent comptable de la Saulsaie est démis de ses fonctions et le 17 février le ministre de l’Intérieur, de l’Agriculture et du Commerce accepte la démission de Nivière. Les terres de la Saulsaie appartenant encore au directeur sont placées sous séquestre judiciaire et la propriété familiale de Peyzieu doit être vendue. À 54 ans Nivière se retire au domaine de Romanèche chez l’un de ses fils.

## Les causes d’un échec

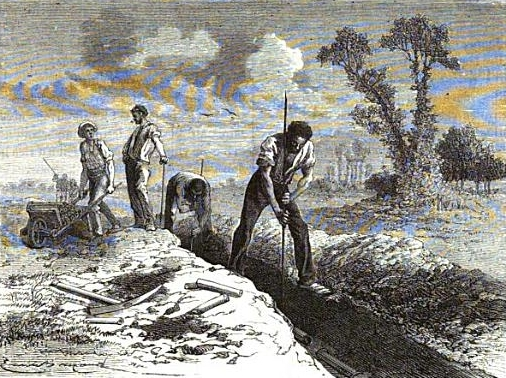
Ouvriers posant des tuyaux de drainage. Les merveilles de la science vol 3, Louis Figuier, 1869.

Les rendements céréaliers de cette époque atteignent difficilement 10 à 15 quintaux par hectare, ce qui n’est guère supérieur à ceux que pouvaient obtenir les Romains, et Nivière n’aura pas de meilleurs résultats que Mathieu de Dombasle à Roville ou Auguste Bella à Grignon. En réalité on est à la fin d’un monde dans lequel les performances de l’agriculture autarcique sont limitées : il faudra attendre l’utilisation des engrais chimiques à partir de 1880 pour lever ce véritable blocage. Dans ce contexte, la clé de la production céréalière est l’utilisation du fumier, ce qui nécessite d’entretenir du bétail et donc de disposer de prairies pour le nourrir. Nivière s’inscrit complètement dans ce courant de pensée et considère que la meilleure façon de valoriser les étangs asséchés est de les transformer en prairies artificielles. Pourtant il est probable que, dans le contexte régional, cette idée n’était pas des plus pertinentes : enrichir en fumier des sols gras et humides n’était pas vraiment nécessaire.
Cherchant à comprendre les raisons de son échec, Nivière écrit en 1855 « Quelle cause a produit l’insuccès de ces cultures ? L’excès d’eau de pluie retenue dans l’intérieur de notre sol, et l’ignorance où nous étions encore, avec bien d’autres, des merveilleux effets du drainage ». En 1859 dans le journal d’agriculture pratique, Nivière écrit « Le fardeau du dessèchement, partagé entre plusieurs, n’eût été pour chacun qu’une charge insignifiante, il devait m’écraser en portant sur moi tout seul ».
Enfin le coût de la main-d’œuvre locale s’avère un sérieux handicap pour Nivière.

« Les salaires, voilà la grande plaie de la Dombes. Leur quotité absolue ou leur part dans la production est beaucoup trop considérable … on voit qu’ils absorbent plus de la moitié de la production ou 60 pour cent environ du produit brut »

— M. Dubost, ancien élève de l’Institut agronomique de Versailles - 1859

## L’héritage de Nivière
Le ministre de l’Agriculture envoie à la Saulsaie un de ses meilleurs agents, Charles-Victor Pichat mais ce dernier ne parvient pas à redresser financièrement l’École. Entre 1862 et 1870, l'État se désengage progressivement en résiliant les différents baux des domaines affermés. Devant l’émotion que suscite la fermeture programmée de l’établissement, l’État prétend le déplacer vers le sud au prétexte que les régions méditerranéennes n’ont pas d’Institut de formation agricole : c’est l’acte de fondation de l’École nationale supérieure agronomique de Montpellier. Transporté loin de ceux qui le connaissent et le soutiennent, l’Institut aurait dû disparaître rapidement. C’était sans compter sur Camille Saintpierre, nouveau directeur qui développa rapidement l’institution sur fond de reconstitution du vignoble après la crise phylloxérique, fort du succès de ses brillants collaborateurs « américanistes ».
Césaire Nivière engloutit sa fortune personnelle dans son projet, celle de sa femme et de ses neuf enfants ; son dévouement au progrès de la Science agronomique comme sa chute silencieuse ne manquent pas de grandeur. Mais la Saulsaie aura surtout marqué les esprits des agriculteurs, des spécialistes du dessèchement, des professeurs d’agriculture qui en auront retenu toutes sortes de leçons dont la première est l’intérêt pour la santé humaine de l’aménagement des plans d’eau et de la réduction des zones marécageuses.
Au milieu du XIXe siècle, Nivière aura montré l’intérêt d’une école d’agriculture de haut niveau consacrée à la mise en valeur des terres humides. En ce sens, même si la postérité ne l’a pas vraiment retenu, il est bien l’un des fondateurs de l’enseignement supérieur agronomique en France aux côtés de Mathieu de Dombasle, Auguste Bella, Jules Rieffel ou encore Eugène Tisserand.

## Principaux écrits de Césaire Nivière
- 1839-1860 Conférences agricoles faites à Lyon 1839-1840 et 1860, 200 pages environ. Nivière résume ces conférences dans un ouvrage de 128 pages, publié en 1860 qui est une sorte de cours d’économie agricole appliquée à la Dombes et dans lequel il cherche à démontrer que la suppression des étangs peut être rentable.

- 1839-1852 Diverses notes dont 
  - Droit d’entrée sur le bétail étranger, 55 p
  - Choix d’un assolement, 63 p
  - Amélioration du sol, 11p
  - De l’établissement d’une École d’agriculture, 32 p
  - Conditions d’admission à la Saulsaie, 17 p, 1842
  - Règlement de la Saulsaie, 19 p, 1843
  - Programme de la Saulsaie, 66 p, 1845
  - Exposé général de l’enseignement agricole supérieur et des cultures suivies à la Saulsaie, 29 p, 1852
  - Condition d’admission, 11 p, 1852
- 1840 Rapport à Monsieur le Ministre de l’Agriculture et du Commerce sur un voyage entrepris par ses ordres dans l’Allemagne du Nord pour en étudier les cultures et les méthodes d’enseignement agricole. Accompagné de la brochure  publiée en Allemagne sous le titre de « question aux agriculteurs de l’Allemagne », 120 p